# پل گریکو
پل گریکو (انگلیسی: Paul Grieco؛ زادهٔ) شیمی‌دان آلی اهل ایالات متحده است. عمده شهرت وی به دلیل مطالعه بر روی Grieco elimination و تراکم سه‌جزئی گریکو در شیمی آلی است.